# Tựa tuốc-bin
xxxxnhỏ|Các chu trình của Tựa tuốc-bin QT-SC: Hút (xanh lam), Nén (hồng), Nổ (red), Thải (đen). Một bu-gi có thể được lắp (không nhất thiết) ở trên (xanh lá cây)]]
Động cơ Tựa tuốc-bin (in the most general AC concept with carriages) là một loại động cơ đốt trong quay, phát minh bởi gia đình Saint-Hilaire và đăng ký bản quyền phát minh năm 1996 .
The Quasiturbine researcher team has initially established a list of 30 conceptual piston deficiencies Lưu trữ ngày 13 tháng 11 năm 2006 tại Wayback Machine and as many Wankel deficiencies Lưu trữ ngày 14 tháng 11 năm 2006 tại Wayback Machine. The Quasiturbine general concept Lưu trữ ngày 8 tháng 9 năm 2006 tại Wayback Machine is the result of an effort to improve both engines by suppressing the limiting sinusoidal crankshaft and offering up to 7 degrees of freedom at design.
Động cơ này được cho là có nhiều lợi thế hơn các động cơ đốt trong truyền thống, như có thể đạt tỷ số nén cao và chịu đựng áp suất kích nổ lớn, do có sự biến đổi thể tích rất nhanh gần điểm nén cực đại khi trục quay đều. Tuy nhiên cho đến năm 2005, chưa có bằng chứng thí nghiệm nào ủng hộ các dự đoán trên. Một phiên bản của động cơ này được dùng làm bơm đã được chế tạo .
Động cơ này có 4 tấm quay luôn chạm vào một bề mặt hình bầu dục của khoang chứa. Sự thay đổi thể tích giữa các tấm và bề mặt khi 4 tấm quay quanh trục trung tâm tạo nên các chu trình hút, nén, nổ, thải cho động cơ. Động cơ này hoạt động với rất ít rung động, không có thời điểm chết, chạy hiệu quả ngay cả ở tốc độ quay thấp và với nhiều chế độ nhiên liệu. Về mặt lý thuyết, đây là động cơ có hiệu suất cao nhất với kích thước nhỏ gọn nhất. Tuy nhiên, thiết kế của động cơ có thể tạo nên nhiều khó khăn kỹ thuật lớn.
Detonation and hybrid are two different means to harvest the low efficiency of reduced power piston engine, and both are compatible with efficient electrical (in-wheel) power train. Detonation engine is however a more direct and efficient way, and because the « on board fuel » is already a form of energy storage, detonation engine avoid to re-stock this energy electrically into batteries. The chemical energy stored in the fuel is degraded when chemically re-stored into batteries.